# Mesi híd
A mesi híd (Albánul: Ura e Mesit) az északnyugat-albániai Mes falu közelében áll, nagyjából öt kilométerre Shkodrától északkeletre. A terméskőből emelt átkelő körülbelül 110 méter hosszú, és a Kir folyó medrét íveli át.

## Építése
A hidat a 18. században, az 1770-es években építették. Ebben az időszakban a terület az Oszmán Birodalomhoz tartozott. A híd a Skhodrát és az északi albán településeket Koszovóval összekötő, évszázadok óta fontos kereskedelmi útvonalon áll. 
Az út már a római korban, majd a középkorban is nagy jelentőséggel bírt, de az állandó híd csak a 18. századi gazdasági fejlődés idején készült el. A híd az 1688-as Carouell-térképen, amely a régió összes hídját tartalmazza, még nem szerepel. Az öszvérkaravánok egészen 1944-ig tették meg az utat a két terület között.
A tizenhárom lyukú, szamárhátú hidat sziklára építették. A két legnagyobb pillér közötti távolság 27 méter. A Kir folyó általában alacsony vízállású, nyáron gyakran ki is szárad a medre, nagyobb esőzések után azonban annyira felduzzadhat, hogy a híd 15 méter magas ívét is ellepi az áradat.
A híd a térség egyik leghosszabb, a török időkből fennmaradt ilyen építménye. Az átkelő könnyen megközelíthető a közeli nagyobb városból, Skhodrából. A török híd közvetlen közelében egy modern közúti átkelőn halad a forgalom.

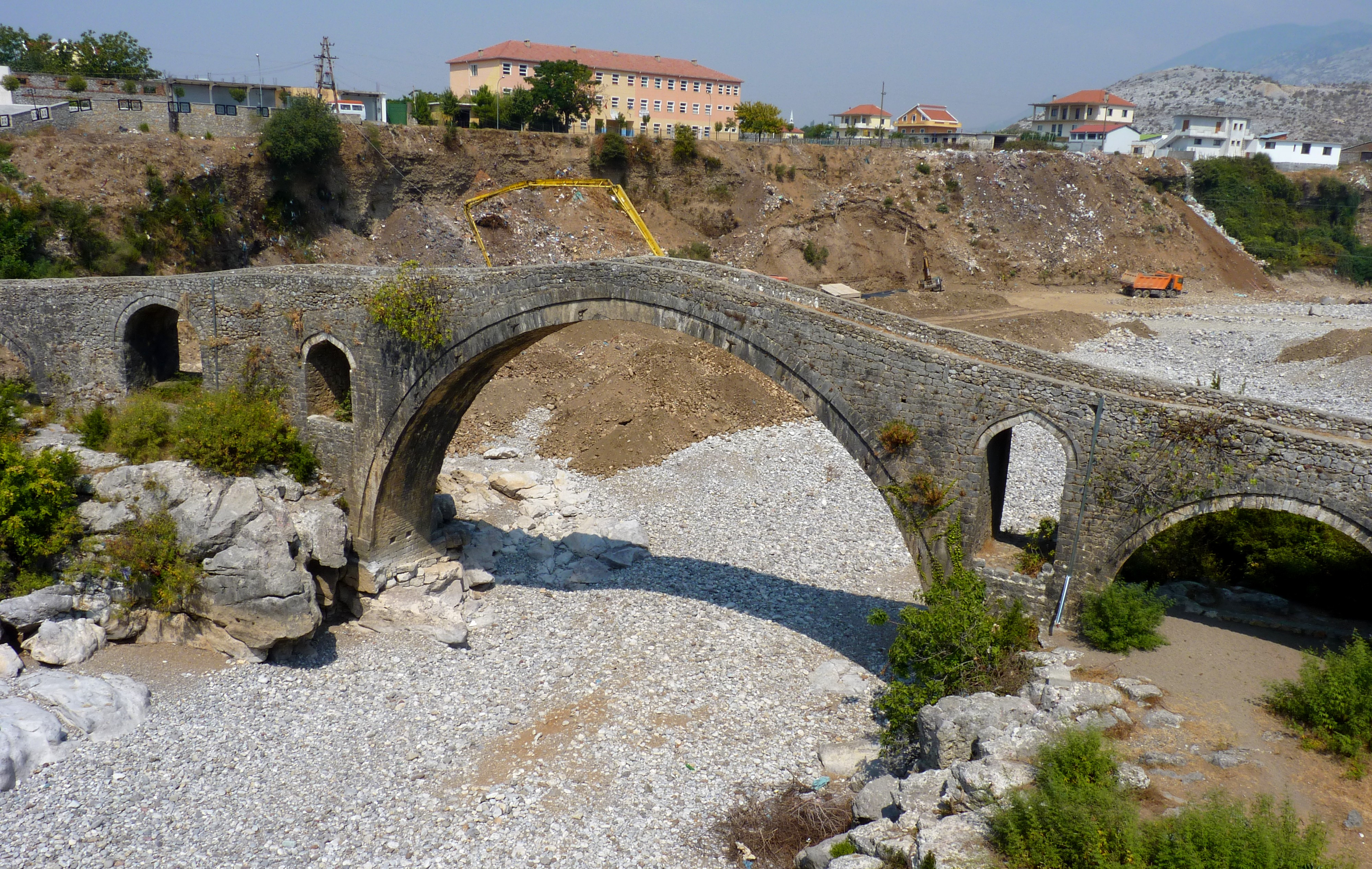
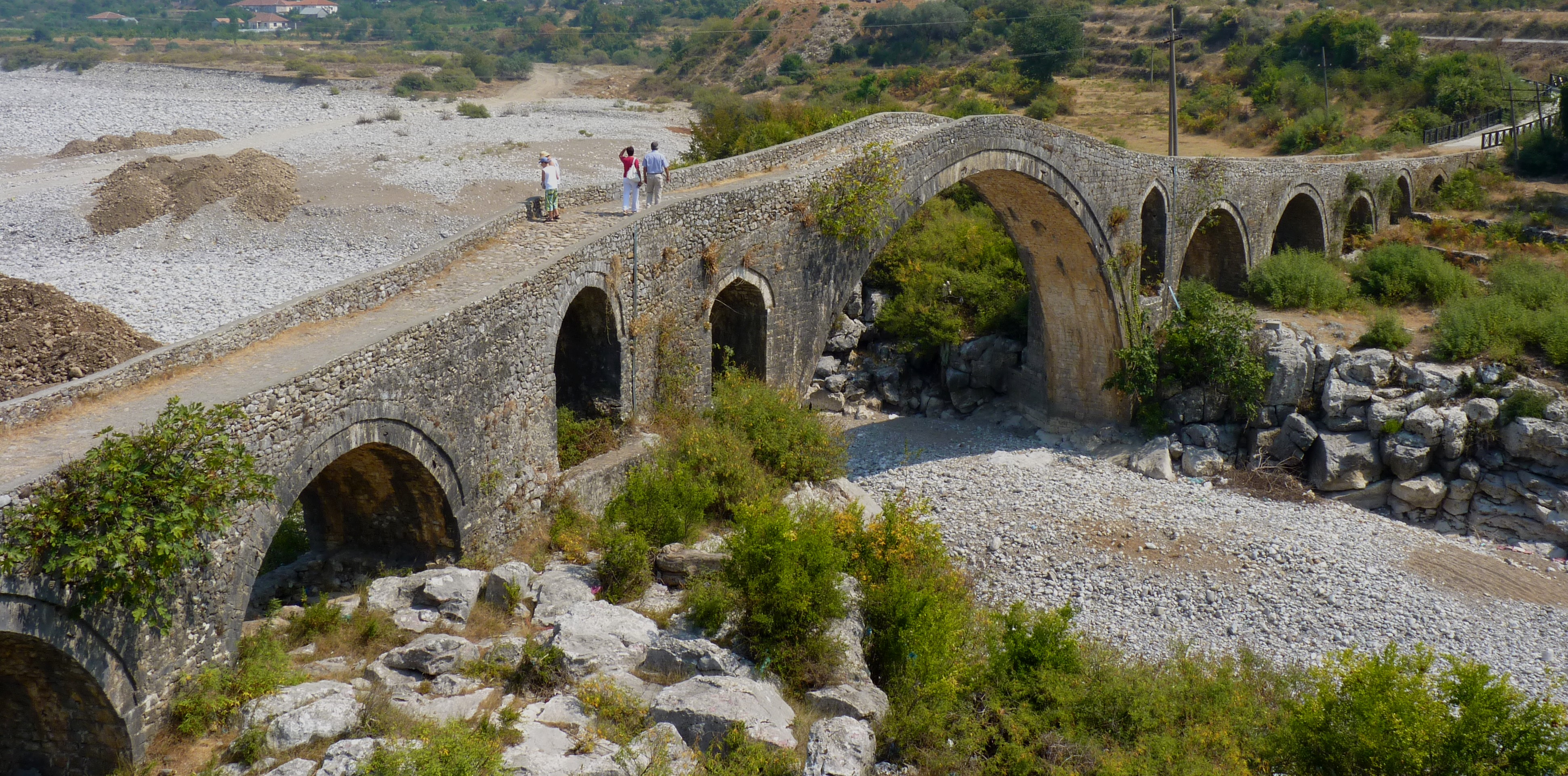
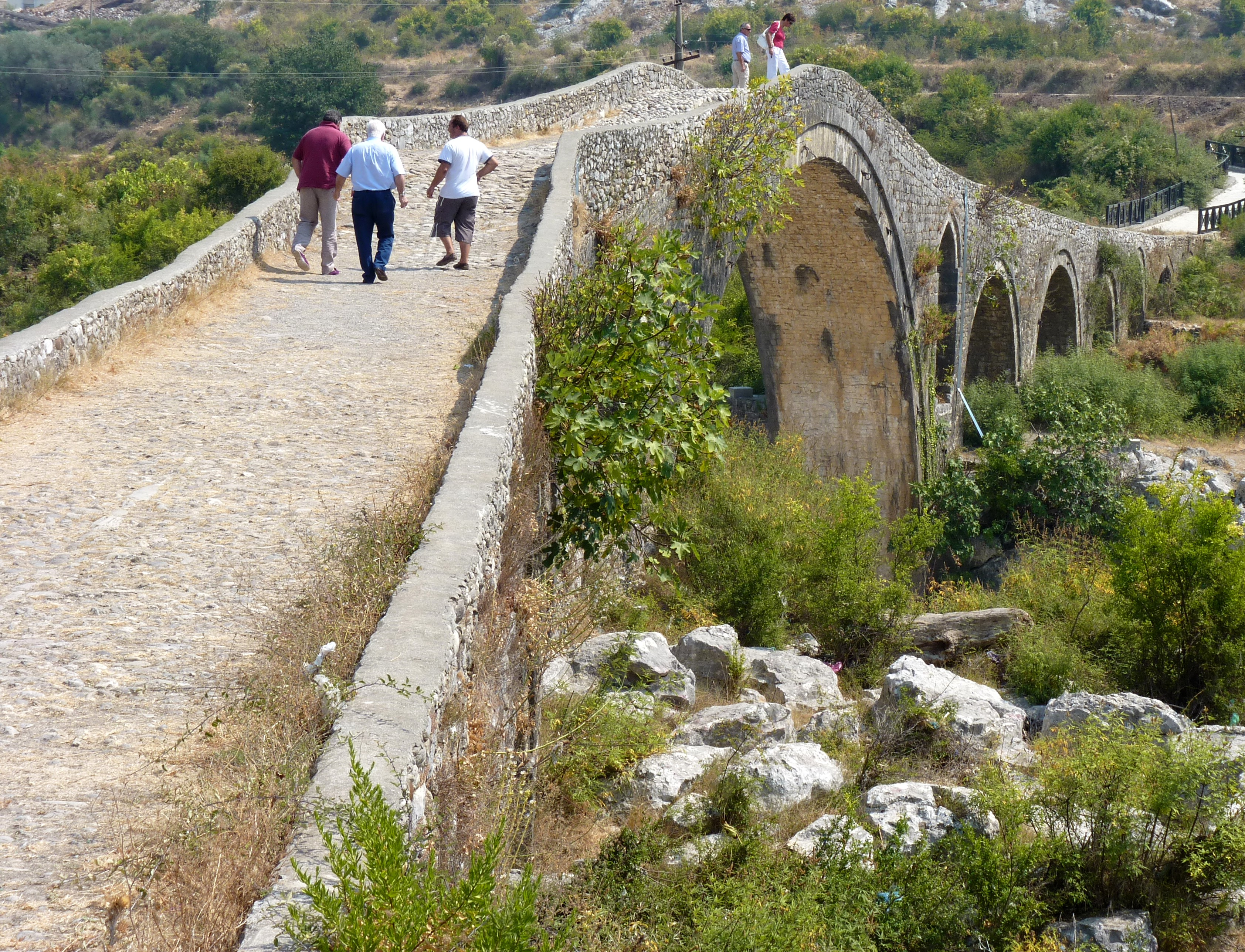
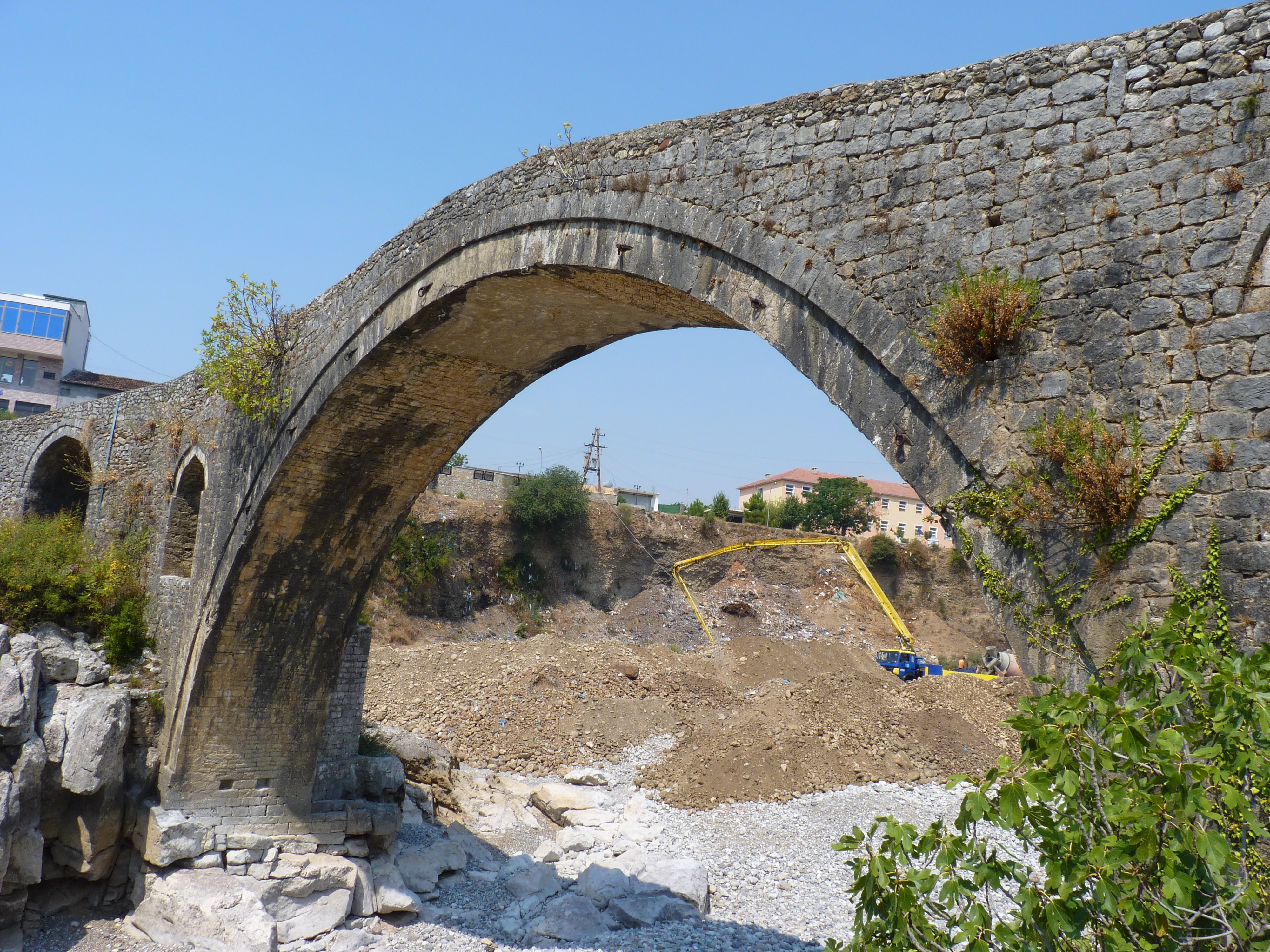